# Menor dose letal publicada
Em toxicologia, a menor dose letal publicada (LDLo, do inglês Lethal Dose Low) é a menor dosagem por unidade de massa corporal de uma substância química (tipicamente, miligramas da substância por quilogramas de massa corporal) que se sabe que já resultou em fatalidades em uma espécie animal em particular. Quando se cita uma LDLo, a espécie em particular e a via de administração (por exemplo, ingerida, inalada, intravenosa) são tipicamente apresentados, também.